# (18235) Lynden-Bell
Pour les articles homonymes, voir Lynden (homonymie).
(18235) Lynden-Bell est un astéroïde de la ceinture principale.

## Description
(18235) Lynden-Bell est un astéroïde de la ceinture principale. Il fut découvert le 29 septembre 1973 à l'observatoire Palomar par Cornelis Johannes van Houten, Ingrid van Houten-Groeneveld et Tom Gehrels. Il présente une orbite caractérisée par un demi-grand axe de 3,09 UA, une excentricité de 0,16 et une inclinaison de 0,7° par rapport à l'écliptique.

## Compléments